# Arbër Abilaliaj
Arbër Abilaliaj (ur. 6 czerwca 1986 we Wlorze) – albański piłkarz i trener piłkarski, były członek albańskich reprezentacji U-17, U-19 i U-21.